# Ford Windstar
De Ford Windstar is een grote MPV die geproduceerd werd door Ford van 1995 tot 2007. Er werden drie generaties verkocht, waarvan de laatste generatie omgedoopt werd tot de Ford Freestar. Het model werd vanaf 2004 ook onder de naam Mercury Monterey verkocht.
Na een daling van de verkoop in het MPV-segment in het midden van de jaren 2000 werd de productie van de Freestar en de Monterey in 2007 stopgezet zonder directe vervanging. In Noord-Amerika nam de Ford Taurus X CUV uit 2008 de plaats van de Freestar in, in Mexico werd de Freestar vervangen door de Transit/Tourneo. In 2014 bracht Ford in Noord-Amerika opnieuw een MPV op de markt met de Ford Transit Connect.

## Eerste generatie (1994-1998)

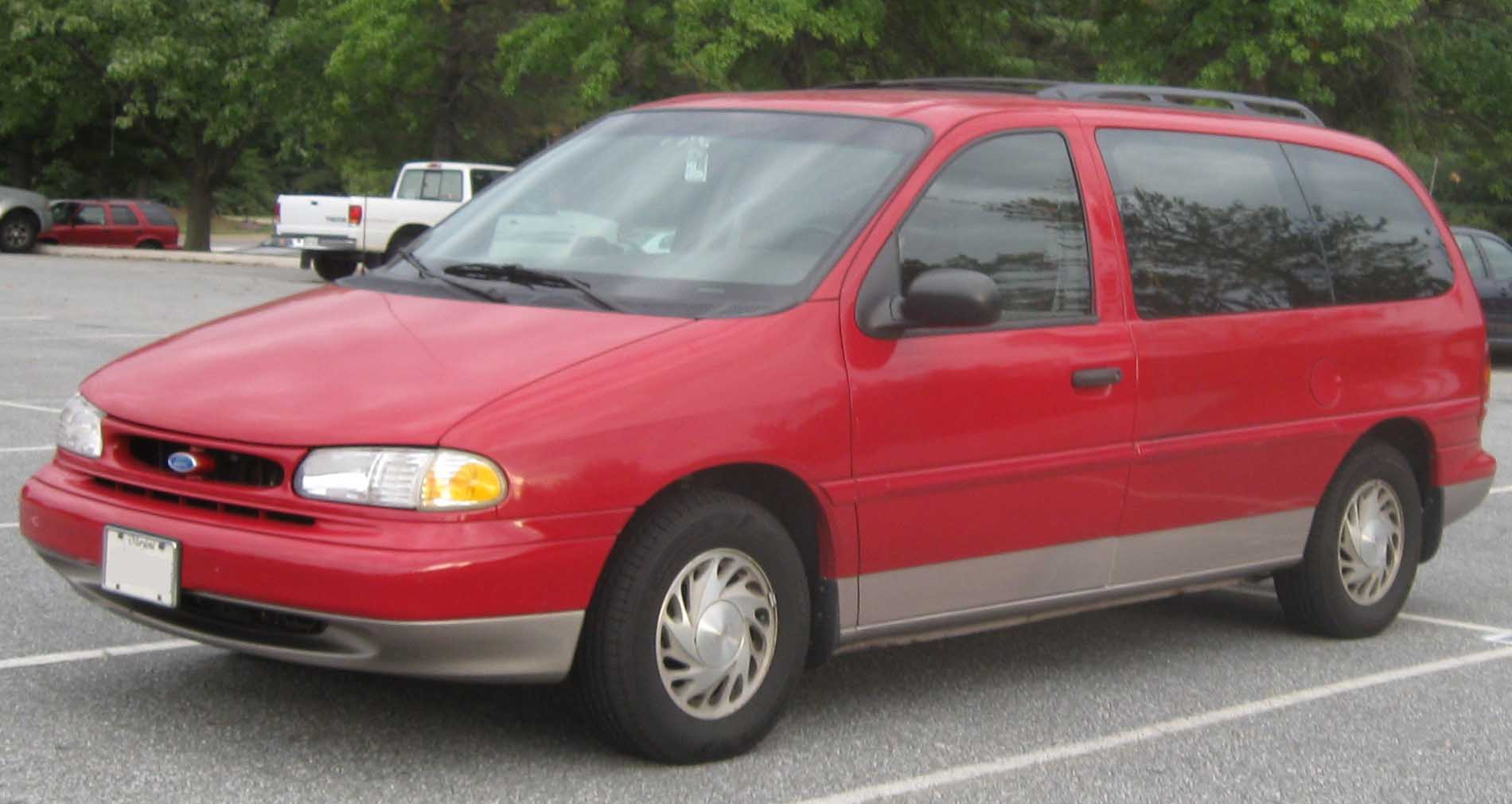
Ford Windstar (eerste generatie)

De Ford Windstar werd in maart 1994 voorgesteld. De eerste generatie werd tot midden 1997 gelijktijdig verkocht met zijn voorganger, de Ford Aerostar.
Deze generatie van de modellijn beschikte niet over een schuifdeur aan de bestuurderszijde. Dit werd achteraf aangezien als een ontwerpfout. Een dergelijke schuifdeur was populair geworden door de derde generatie Chrysler-minibusjes. In het verleden was er echter weinig vraag geweest naar een schuifdeur aan de bestuurderszijde en tijdens de ontwikkeling beweerde Ford dat potentiële klanten het niet als belangrijk beschouwden.
De eerste generatie Windstar werd gebouwd op het Ford DN5-platform met voorwielaandrijving, dat ook gebruikt werd voor de eerste generatie van de Ford Taurus. De wagen had schijfremmen vooraan en trommelremmen achteraan en beschikte standaard over ABS. Vanaf 1996 waren schijfremmen achteraan als optie verkrijgbaar. De Windstar werd aanvankelijk geleverd met een 3,8L V6-motor van 155 pk. Vanaf 1995 werd een 3,0L V6-motor met 150 pk de standaard motor. In 1996 werd het vermogen van de 3,8L V6-motor opgetrokken tot 200 pk.
In 1998 kreeg de wagen een facelift, met onder andere een nieuw radiatorrooster en andere koplampen. Als alternatief voor de ontbrekende schuifdeur aan de bestuurderszijde werd de bestuurdersdeur groter en kon de bestuurderszetel voortaan neergeklapt worden.
De Windstar was de eerste in Noord-Amerika gebouwde MPV die door Ford in Europa verkocht werd. De wagen, die qua grootte en uitrustingsniveau boven de Ford Galaxy werd gepositioneerd, was in Europa uitsluitend beschikbaar met een 3,0L V6-motor en een automatische versnellingsbak. Het succes was echter beperkt omdat de Windstar niet voldeed aan de Europese verwachtingen op het gebied van design en interieurkwaliteit. Omdat een versie met het stuur aan de rechterkant niet leverbaar was, werd de wagen niet aangeboden in het Verenigd Koninkrijk en Ierland.

## Tweede generatie (1998-2003)

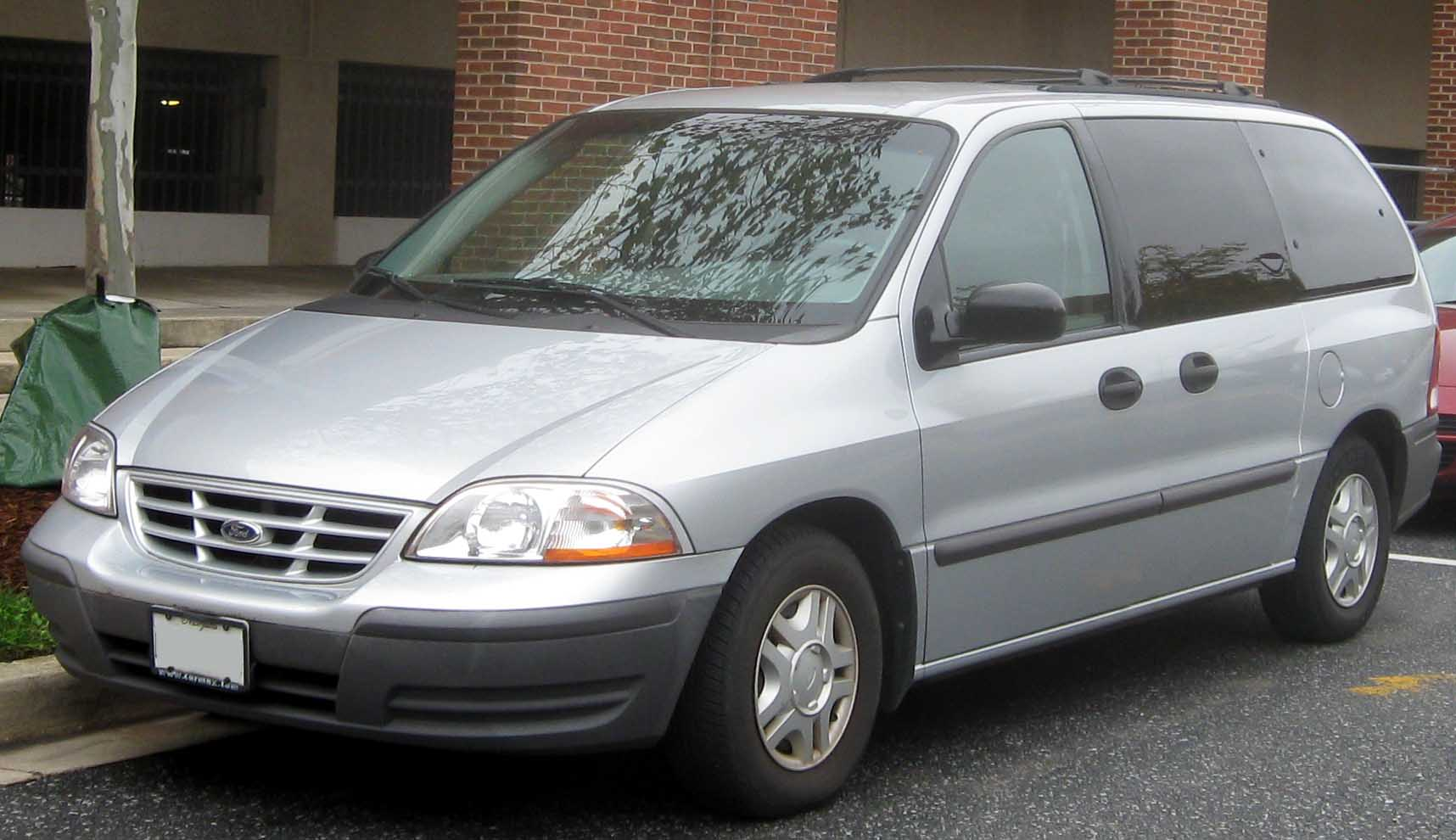
Ford Windstar (tweede generatie)

De tweede generatie van de Windstar werd volledig opnieuw ontworpen op basis van het nieuwe Ford V-platform. Deze versie beschikte ook over de langverwachte schuifdeur aan de bestuurderszijde. Er werden ook een aantal belangrijke nieuwe functies geïntroduceerd, zoals elektrisch bedienbare schuifdeuren, zij-airbags en achteruitrijsensoren.

## Derde generatie (2004-2007)

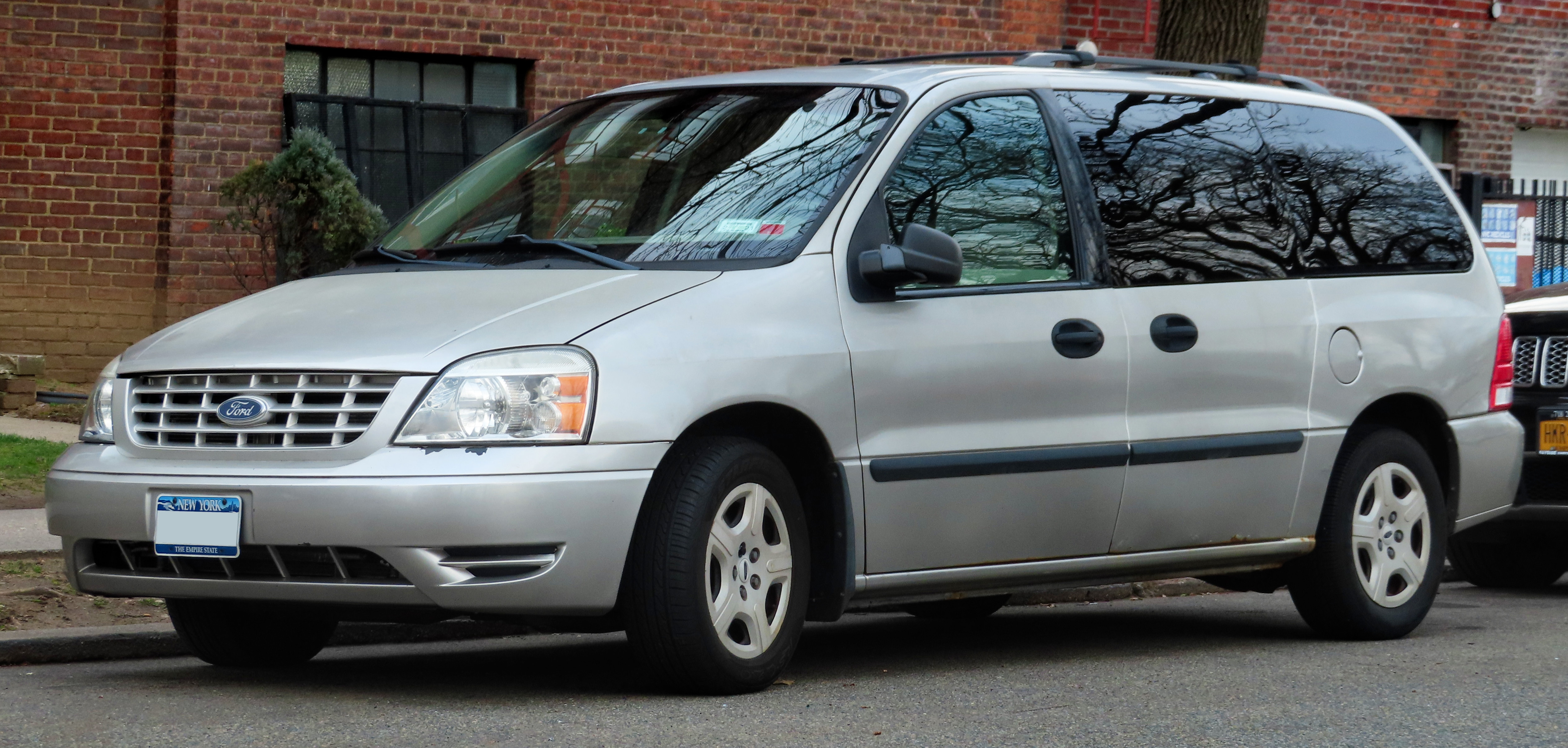
Ford Freestar (derde generatie)

In 2004 werd de derde generatie van de Windstar uitgebracht. Als onderdeel van een rebrandingstrategie die Ford halverwege de jaren 2000 doorvoerde werd de Windstar omgedoopt tot de Ford Freestar.
De focus was bij de derde generatie gericht op de betrouwbaarheid van de aandrijflijn, een probleem waar de Windstar sinds zijn introductie in 1994 mee te kampen had. Er werden onder andere zwaardere aandrijfassen gebruikt, schijfremmen voor- en achteraan waren voortaan standaard en de viertraps automatische transmissie kreeg een upgrade. De 3,0L en 3,8L V6-motoren werden vervangen door twee nieuwe motoren: een 3,9L V6-motor van 193 pk en een 4,2L V6-motor van 201 pk. Die laatste was standaard voor Canadese en exportmodellen. 
Analoog aan een aantal concurrerende MPV's kon de derde rij zitplaatsen van de Ford Freestar weggeklapt worden in de vloer.